# 布德羅國家公園
巴德茹国家公园（英語：Budderoo National Park）位于澳大利亚新南威尔士州的伊拉瓦拉地区，地处悉尼南偏西南方向约99公里（62英里），占地7219公顷（17840英亩）。

## 位置和特色

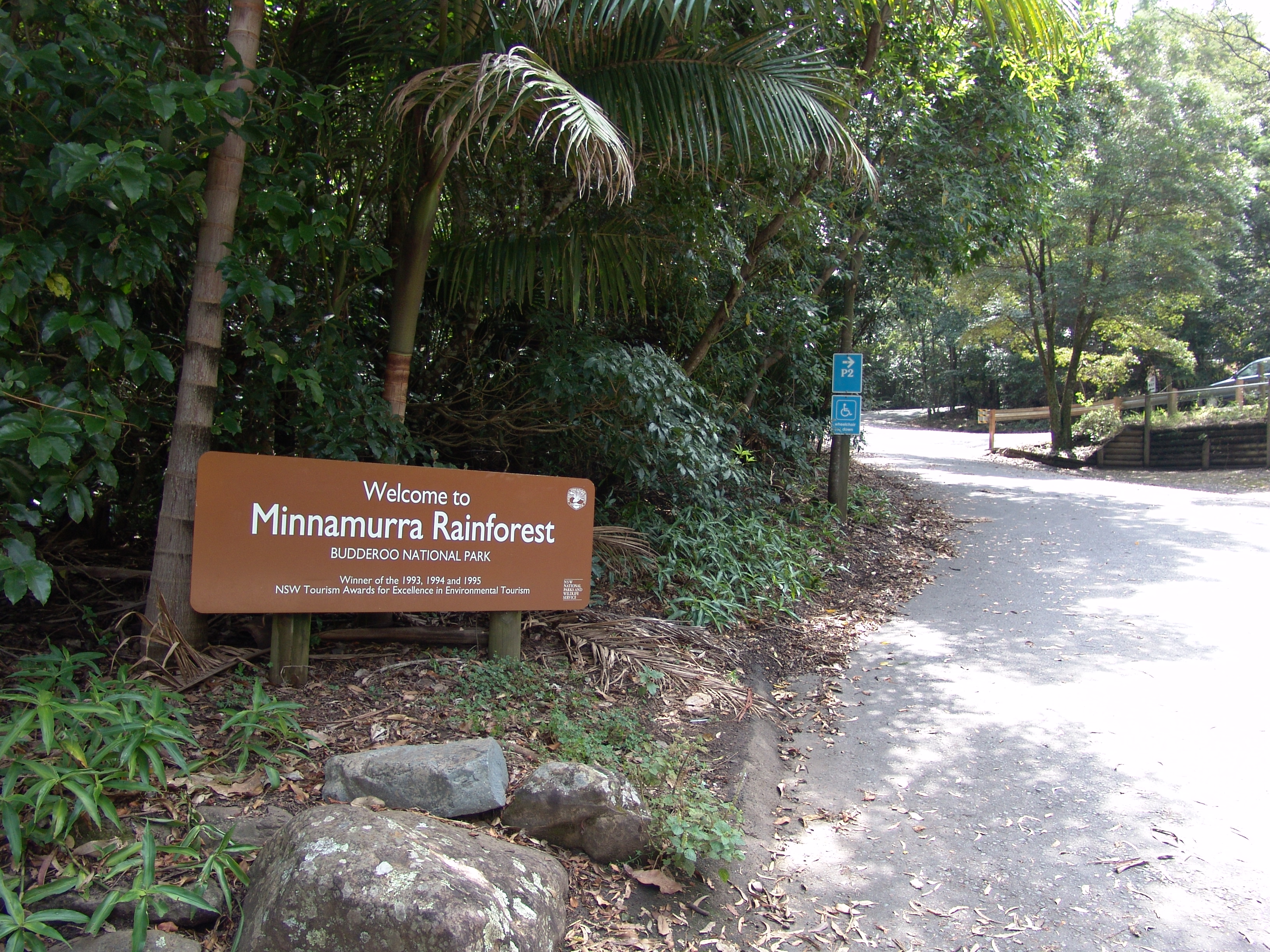
米娜姆拉雨林通往巴德茹国家公园的入口。

这里由澳大利亚国家公园及野生动物服务中心管理，以穿过米娜姆拉雨林的木板路而闻名，拥有瀑布，野餐区和烧烤区，以及一个访客中心。
巴德茹是巴德茹及巴伦荒原（Barren Grounds）重要鸟区的一部分，后者占地7334公顷 （18120英亩），其内栖息有大量濒临灭绝的东部刺莺（Eastern bristlebird）；同时也有随莺（Pilotbird）和岩刺莺（Rockwarbler），但数量上较东部刺莺要少；它们的栖息地星罗棋布地分散在砂岩荒地上和桉树林里。
公园的东边毗邻巴伦荒原自然保护区，而西部边界则距离亚拉瓦州立森林区（Yarrawa State Forest）不远。